# Silveirânia
Silveirânia is een gemeente in de Braziliaanse deelstaat Minas Gerais. De gemeente telt 2.193 inwoners (schatting 2009).

## Aangrenzende gemeenten
De gemeente grenst aan Dores do Turvo, Mercês en Rio Pomba.